# Емулзија
Емулзија је смеша две немешљиве течности, при чему је једна од ове две течности распоређена у облику капи у другој. Течност која је присутна у облику капи назива се дисперзна или диспергована фаза, док се течност у којој су капи распоређене назива континуална фаза. Примери емулзија у свакодневном животу су многи прехрамбени производи (мајонез, маслац, млеко, маргарин, чоколада), разне врсте козметичких препарата, неке вакцине и медицински препарати, боје и лакови, нафта, итд. Процес добијања емулзија назива се емулговање. Средства за емулговање олакшавају добијање емулзија и повећавају њихову стабилност. Најчешће коришћена средства за емулговање су емулгатори и стабилизатори.
Две течности могу да формирају различите врсте емулзија. На пример, уље и вода могу да формирају, прво, емулзију уље у води, у којој је уље дисперзована фаза, а вода континуирана фаза. Друго, могу да формирају емулзију вода у уљу, у којој је вода дисперзована фаза, а уље континуирана фаза. Могуће је и више емулзија, укључујући емулзију „вода у уљу у води“ и емулзију „уље у води у уљу“.

## Етимологија
Реч „емулзија” долази од латинског emulgere „измусти”, од ex „из” + mulgere „мусти”, пошто је млеко емулзија масти и воде, заједно са другим компонентама, укључујући колоидне мицеле казеина (врста излученог биомолекуларног кондензата).

## Изглед и својства
Флуидни систем у коме су капљице течности распршене у течности.
Напомена 1: Дефиниција је заснована на дефиницији у референци.
Напомена 2: Капљице могу бити аморфне, течно-кристалне или било
која њихова мешавина.
Напомена 3: Пречници капљица које чине дисперзовану фазу обично
се крећу од приближно 10 nm до 100 μm; тј. капљице
 могу премашити уобичајене границе величине колоидних честица.
Напомена 4: Емулзија се назива емулзија уље/вода (о/w) ако је
дисперзована фаза органски материјал а континуирана фаза је
вода или водени раствор, и назива се вода/уље (w/о) ако је
диспергован фаза је вода или водени раствор, а континуална фаза је
неорганска течност („уље“).
Напомена 5: Вода/уље емулзија се понекад назива инверзна емулзија.
Израз „инверзна емулзија” је погрешан, некоректно сугерирајући
 да је то емулзија са својствима која су супротна особинама емулзије.
 Стога се његова употреба не препоручује.

Емулзије садрже дисперговану и континуирану фазу, са границом између фаза која се назива „интерфејс“. Емулзије имају тенденцију да изгледају замућено, јер многе међуфазне површине расипају светлост док она пролази кроз емулзију. Емулзије изгледају бело када се сва светлост подједнако распрши. Ако је емулзија довољно разређена, светлост више фреквенције (ниске таласне дужине) ће се више расејати, а емулзија ће изгледати плаво – то се зове „Тиндалов ефекат“. Ако је емулзија довољно концентрисана, боја ће бити изобличена у правцу релативно дужих таласних дужина и изгледаће више жутo.
Две посебне класе емулзија – микроемулзије и наноемулзије, са величином капљица испод 100 nm – делују провидно. Ово својство је због чињенице да се светлосни таласи распршују капљицама само ако њихове величине прелазе око једне четвртине таласне дужине упадне светлости. Пошто се видљиви спектар светлости састоји од таласних дужина између 390 и 750 нанометара (nm), ако су величине капљица у емулзији испод око 100 nm, светлост може да продре кроз емулзију без расејања. Због сличности у изгледу, провидне наноемулзије и микроемулзије се често мешају. За разлику од провидних наноемулзија, за које је потребна специјализована опрема за производњу, микроемулзије се спонтано формирају „растварањем“ молекула уља са мешавином сурфактаната, ко-сурфактаната и ко-растварача. Потребна концентрација сурфактанта у микроемулзији је, међутим, неколико пута већа од оне у провидној наноемулзији и значајно премашује концентрацију дисперговане фазе. Због многих нежељених нуспојава изазваних површински активним материјама, њихово присуство је неповољно или недовољно у многим применама.
Уобичајене емулзије су инхерентно нестабилне и стога немају тенденцију да се спонтано формирају. Унос енергије – кроз мућкање, мешање, хомогенизацију или излагање снажном ултразвуку – потребан је да би се формирала емулзија. Временом, емулзије имају тенденцију да се врате у стабилно стање фаза које чине емулзију. Пример овога се види у одвајању компоненти уља и сирћета винагрета, нестабилне емулзије која се брзо раздваја ако се не тресе скоро непрекидно. Постоје важни изузеци од овог правила – микроемулзије су термодинамички стабилне, док су провидне наноемулзије кинетички стабилне.

### Нестабилност
Стабилност емулзије се односи на способност емулзије да се одупре промени својих својстава током времена. Постоје четири типа нестабилности у емулзијама: флокулација, кремовање/седиментација, коалесценција и Оствалдово сазревање. До флокулације долази када између капљица постоји привлачна сила, те оне формирају грудве, попут гроздова. Овај процес може бити пожељан, ако се контролише у свом обиму, тако да се подесе физичка својства емулзија као што је њихово понашање протока. Спајање се дешава када се капљице сударају једна са другом и комбинују се да би формирале веће капљице, тако да се просечна величина капљице повећава током времена. Емулзије се такође могу подвргнути кремовању, где се капљице подижу на врх емулзије под утицајем узгона, или под утицајем центрипеталне силе која се јавља када се користи центрифуга. Кремовање је уобичајена појава у млечним и немлечним пићима (тј. млеко, кафено млеко, бадемово млеко, сојино млеко) и обично се не мења величина капљица. Седиментација је супротна појава од кремовања и нормално се примећује у емулзијама вода-у-уљу. Седиментација се дешава када је дисперзована фаза гушћа од континуиране фазе и гравитационе силе повлаче гушће глобуле ка дну емулзије. Слично кремовању, седиментација следи Стоксов закон.
Одговарајући „површински активни агенс” (или „сурфактант”) може да повећа кинетичку стабилност емулзије тако да се величина капљица не мења значајно током времена. Стабилност емулзије, попут суспензије, може се проучавати у смислу зета потенцијала, што указује на одбијање између капљица или честица. Ако се величина и дисперзија капљица не мења током времена, каже се да је стабилна. На пример, емулзије уља у води које садрже моно- и диглицериде и млечни протеин као сурфактант су показале да је величина капљица уља стабилна током 28 дана складиштења на 25 °C.

### Праћење физичке стабилности
Стабилност емулзија се може окарактерисати коришћењем техника као што су расејање светлости, мерење рефлексије фокусираног снопа, центрифугирање и реологија. Сваки метод има предности и недостатке.

### Методе убрзања за предвиђање рока трајања
Кинетички процес дестабилизације може бити прилично дуг – до неколико месеци, па чак и година за неке производе.. Формулатор често мора да убрза овај процес да би тестирао производе у разумном времену током дизајна производа. Најчешће се користе термичке методе – оне се састоје од повећања температуре емулзије да би се убрзала дестабилизација (ако је испод критичних температура за фазну инверзију или хемијску деградацију). Температура утиче не само на вискозитет већ и на међуфазну напетост у случају нејонских сурфактаната или, шире гледано, на интеракције између капљица унутар система.